# فردریک روبر
فردریک روبر (انگلیسی: Fréderique Robert؛ زادهٔ ۲۵ ژانویهٔ ۱۹۸۹) دوچرخه‌سوار اهل بلژیک است.
از باشگاه‌هایی که در آن بازی کرده‌است می‌توان به تیم کوئیک‌استپ فلورز، تیم کوئیک‌استپ فلورز، تیم کوئیک‌استپ فلورز، تیم لوتو–سودال، و وانتی–گروپ گوبر اشاره کرد.